# Aina Rasoanaivo Razafy
Aina Laura Rasoanaivo Razafy (24 de enero de 2004) es una deportista malgache que compite en judo. Ganó una medalla en los Juegos Panafricanos de 2023 y tres medallas en el Campeonato Africano de Judo entre los años 2023 y 2025.

## Palmarés internacional
| Juegos Panafricanos | Juegos Panafricanos      | Juegos Panafricanos | Juegos Panafricanos |
| Año                 | Lugar                    | Medalla             | Categoría           |
| ------------------- | ------------------------ | ------------------- | ------------------- |
| 2023                | Acra (Ghana)             | Medalla de oro      | –70 kg              |
| Campeonato Africano |                          |                     |                     |
| Año                 | Lugar                    | Medalla             | Categoría           |
| 2023                | Casablanca (Marruecos)   | Medalla de oro      | –70 kg              |
| 2024                | El Cairo (Egipto)        | Medalla de bronce   | –70 kg              |
| 2025                | Abiyán (Costa de Marfil) | Medalla de oro      | –70 kg              |